# Uitdammer Die

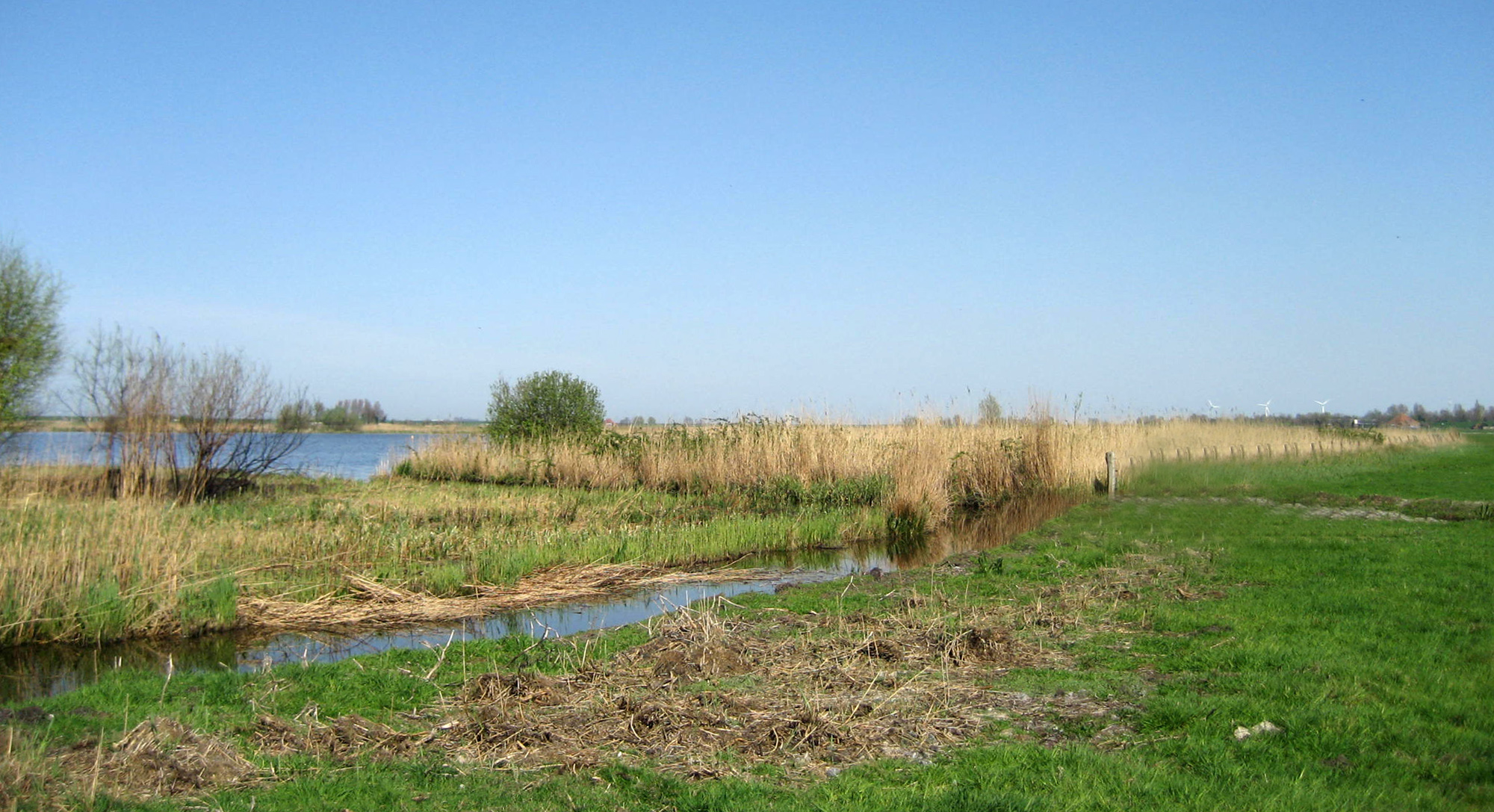
Uitdammer Die (in de achtergrond)

Het Uitdammer Die is een kreek, "die" genoemd, in Waterland in Noord-Holland. Het water ligt ten noordoosten van het tot de gemeente Amsterdam behorende dorpje Holysloot, ten zuidoosten van Broek in Waterland en ten zuidwesten van Uitdam. Het is een restant van het vroegere Waterlandse Die, een veenriviertje in Waterland.
Het Uitdammer Die vormt de grens van de gemeente Amsterdam en de gemeente Waterland en ligt in de uiterste noordoostpunt van het grondgebied van Amsterdam.
Het vormt een geheel met het Holysloter Die in het westen en is door middel van Het Nauw ook verbonden met het Ransdorper Die ten zuidenwesten van Holysloot.
Oorspronkelijk was het een zeearm van de Zuiderzee. Tegenwoordig is het Uitdammer Die niet meer rechtstreeks verbonden met het huidige Markermeer maar loopt dood op de Uitdammerdijk. Vanaf de Uitdammerdijk, ten zuidwesten van Uitdam heeft men uitzicht over de Uitdammer Die en het polderland van Waterland.